# Волостной старшина
Волостной старшина — выборное старшее должностное лицо волости, административной единицы крестьянского самоуправления в Российской империи.

## Полномочия и обязанности волостных старшин
Волостной старшина был обязан:
- Объявлять крестьянам распоряжения правительства и наблюдать за нераспространением подложных указов и вредных слухов;
- Охранять благочиние и безопасность лиц и имущества, а также принимать первичные меры к восстановлению порядка до прибытия уездной полиции; принимать полицейские меры к раскрытию и задержанию преступников;
- Задерживать бродяг и беглых;
- Доносить начальству о преступлениях и беспорядках в волости, а также о самовольно отлучившихся лицах;
- Наблюдать за точным исполнением правил о приписке крестьян к обществам;
- Распоряжаться в чрезвычайных ситуациях (пожары, наводнения, повальные болезни);
- Надзирать за исполнением решений волостного суда, приводить в исполнение решения волостного схода;
- Созывать и распускать волостной сход и руководить им;
- Наблюдать за исправным содержанием дорог, мостов и гатей;
- Наблюдать за сельскими старостами;
- Наблюдать за исправным отправлением обществами всех повинностей;
- Заведовать волостными мирскими суммами и имуществом;
- Выдавать сельским обывателям виды на жительство.

Волостной старшина руководил волостным правлением, состоявшим из всех сельских старост, а также заседателей правления (если они имелись) и помощников старшины-сборщиков налогов (если они имелись).
Волостной старшина был обязан беспрекословно исполнять все законные требования земского начальника, мирового посредника и чинов уездной полиции.
Институт волостных старшин в описанном виде был учрежден «Общим положением о крестьянах, вышедших из крепостной зависимости» от 19 февраля 1861 года, и до 1917 года не претерпел существенных изменений. Обязанности старшины были одинаковыми везде, где имелись крестьяне как сословие, независимо от того, были ли в данных местностях введены губернские учреждения, земские учреждения и земские начальники. У казаков соответствующие волостному старшине должностные лица именовались станичными атаманами.
Труд волостного старшины был, как правило, оплачиваемым.

## Выборы волостных старшин
Волостной старшина избирался волостным сходом, на срок не более трёх лет преимущественно из домохозяев. Избранные старшины должны были быть утверждены в должностях земским начальником или мировым посредником (там, где не были введены земские начальники).
Волостные старшины не могли быть моложе 25 лет. Права быть избранными лишались люди в прошлом подвергавшиеся телесном наказаниям, состоявшие под судом и следствием, «заведомо развратного поведения».